# Sitiveni Rabuka

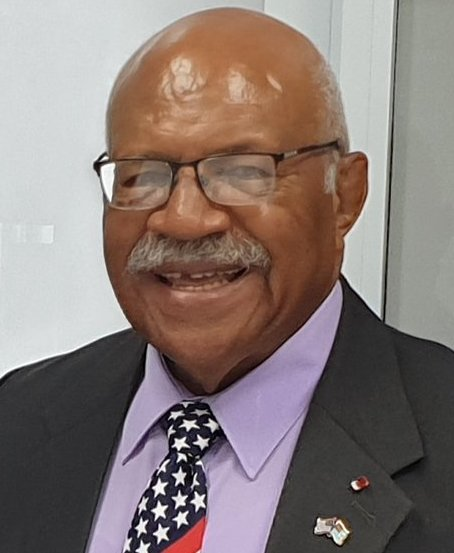
Sitiveni Rabuka, 2022

Sitiveni Ligamamada „Steve“ Rabuka (* 13. September 1948 in Nakobo, Provinz Cakaudrove, Northern Division) ist ein Brigadegeneral und Politiker aus Fidschi. Seit 24. Dezember 2022 ist er zum zweiten Mal Premierminister des Landes.

## Leben
Rabuka trat nach dem Schulbesuch in die Streitkräfte Fidschis ein und war zunächst 1980 Kommandeur des Kontingents der fidschianischen Truppen im Libanon sowie anschließend als Offizier im Generalstab für militärische Ausbildung zuständig. Nach seiner Beförderung zum Oberstleutnant 1982 wurde er 1984 Kommandeur des 2. Bataillons der Friedenstruppen auf der Sinai-Halbinsel, ehe er 1985 nach Fidschi zurückkehrte und Generalstabsoffizier für militärische Operationen und Ausbildung wurde und damit den dritthöchsten Posten innerhalb der Streitkräfte einnahm.

### Politik
Am 14. Mai 1987 führte er einen Putsch an, der zum Sturz der erst einen Monat zuvor gewählten Regierung von Premierminister Timoci Bavadra führte. Rabuka rechtfertigte den Staatsstreich damit, dass er notwendig für den Frieden zwischen den ethnischen Fidschianern (iTaukei) sowie den in Fidschi lebenden Indern gewesen sei, und um die Landrechte und den politischen Einfluss der einheimischen Fidschianer zu schützen. Tatsächlich ebnete der Putsch jedoch den Weg für einige der schlimmsten Gewaltausbrüche unter den unterschiedlichen Bevölkerungsgruppen in der Geschichte Fidschis. Nach dem Staatsstreich beförderte ihn Generalgouverneur Penaia Ganilau zum Oberst sowie zum Befehlshaber der Streitkräfte.
Bereits am 25. September 1987 befehligte er einen zweiten Militärputsch zum Erhalt einer Machtbasis. Dieser Staatsstreich zog jedoch wütende Reaktionen aus Australien und Neuseeland nach sich, die Wirtschaftssanktionen gegenüber Fidschi verhängten. Am 28. September 1987 berief er ein Treffen von Diplomaten größerer Länder ein, die allerdings nur den amtierenden Generalgouverneur Penaia Ganilau als legitimes Staatsoberhaupt und Gesprächspartner anerkannten. Gleichwohl wurde Rabuka zum Brigadegeneral befördert.
Trotz wachsender Opposition erklärte Rabuka Fidschi am 7. Oktober 1987 zur Republik und beendete damit eine seit 113 Jahren bestehende Verbindung zum Vereinigten Königreich, das die Ausrufung der Republik am 15. Oktober 1987 anerkannte. Nachdem jedoch das in- und ausländische Vertrauen an Fidschi abgenommen hatte und auch die heimische Wirtschaft in eine ernsthafte Krise geraten war, erklärte er am 5. Dezember 1987 seinen Rücktritt und übergab die Macht an den zivilen Premierminister Kamisese Mara.
Am 2. Juni 1992 wurde Rabuka selbst Premierminister und bekleidete dieses Amt annähernd sieben Jahre lang bis zum 19. Mai 1999.
Nach dem Ende seiner Amtszeit als Premierminister war er von 1999 bis 2001 Vorsitzender des Obersten Häuptlingsrates (Great Council of Chiefs) und übergab dieses Amt dann an Brigadegeneral Ratu Epeli Ganilau, der zwischen 1992 und 1999 sein Nachfolger als Befehlshaber der Streitkräfte war.
Seit 2002 bis 2008 war Sitiveni Rabuka Vorsitzender des Rates seiner Heimatprovinz Cakaudrove.
Bei den Wahlen am 14. Dezember 2022 erreichte die bisherige Regierung unter Frank Bainimarama und der FijiFirst 42 % und 26 Sitze. Sitiveni Rabuka erreichte mit seiner People’s Alliance 36 %, sein Koalitionspartner – die liberal-demokratische National Federation Party – 9 %, zusammen ebenfalls 26 Sitze. Die Sodelpa (Sozialliberale Demokratische Partei) mit 3 Sitzen hat sich für Rabuka entschieden und gab damit den Ausschlag für Rabuka. Am 24. Dezember 2022 wurde Rabuka als Premierminister im Amt vereidigt.

### Sport
Als Leichtathlet bestritt er bei den British Commonwealth Games 1974 in Christchurch vier Wettkämpfe, in denen er jeweils den letzten Platz belegte: Im Kugelstoßen wurde er Achter, im Hammerwurf Neunter, im Diskuswurf Zehnter und im Zehnkampf Elfter.
2008 war er Manager des Rugby-Union-Teams Pacific Islanders bei dessen Europatour.

## Kabinette
- Regierung Rabuka I (1992 bis 1999)
- Regierung Rabuka II (seit 2022)